# Paul Lagarde
Paul Lagarde, vollständiger Name Paul Georges Louis Marie Lagarde, (* 3. März 1934 in Rennes) ist ein französischer Rechtswissenschaftler. Er ist Professor emeritus für Internationales Privatrecht an der Universität Paris I Panthéon-Sorbonne.

## Leben
Lagarde wurde 1934 in Rennes geboren. Er studierte Rechtswissenschaften in Paris. 1957 wurde er in Paris zum Doktor der Rechtswissenschaften promoviert. Er unterrichtete zunächst ab 1959 an der Universität Poitiers. 1961 wurde er maître de conférences an der Universität Nancy, 1964 Professor. 1969 erhielt er einen Ruf als Professor nach Paris an die Universität Paris-Nanterre, von der er schließlich 1971 an die Universität Paris I Panthéon-Sorbonne wechselte. 1991 wurde er mit dem Gay-Lussac-Humboldt-Preis ausgezeichnet. Er wurde 2001 emeritiert. Lagarde ist Schüler von Henri Batiffol und war Mitarbeiter von Phocion Francescakis. Im Jahr 2011 wurde ihm der The Hague Prize for International Law verliehen.

## Werk
Lagarde ist seit 1976 Herausgeber der Zeitschrift Revue critique de droit international privé. Er war Mitglied der französischen Delegation zur Erarbeitung der Rom I Konvention von 1980. Er nahm an der 13. und 14. Sitzung der Haager Konferenz für Internationales Privatrecht teil. 1985 war er Präsident der Kommission zur Vorbereitung der Konvention über das internationale Kaufrecht. 2005 erschien eine Festschrift zu seinen Ehren (Le droit international privé: esprit et méthodes : mélanges en l'honneur de Paul Lagarde).
An der Tagung zum Kolloquium über eine Kodifikation des europäischen Internationalen Privatrechts der Universität von Toulouse am 17. und 18. März 2011 mit dem Thema „Quelle architecture pour un code européen de droit international privé?“, legte er am Ende einen aus 24 Artikeln bestehenden Entwurf zu einem gemeinsamen allgemeinen europäischen Internationalen Privatrecht vor, den er selbst als Embryo bezeichnete.

## Veröffentlichungen
- Traité de droit international privé (gemeinsam mit Henri Batiffol)